# Arnsberg (Bayerische Rhön)
Der Arnsberg ist ein  843 m ü. NHN hoher Berg in der Rhön auf der Wasserscheide zwischen Sinn und Brend. Er erhebt sich drei Kilometer westlich von Bischofsheim in der Rhön und vier Kilometer nordöstlich von Wildflecken.
Der Arnsberg ist nur teilweise bewaldet und bietet daher eine gute Aussicht auf die höheren Berge seiner Umgebung: den Himmeldunkberg (888 m) im Norden, den Heidelstein (926 m) im Nordosten, den Kreuzberg (928 m) im Süden und die Dammersfeldkuppe (928 m) im Westen. Darüber hinaus ermöglicht der Arnsberg Ausblicke weit nach Osten in das Grabfeld und nach Südwesten.
Die Nordseite des Arnsbergs ist Wintersportgebiet mit zwei Skiliften. Im Sommer werden die steilen Hänge von Gleitschirm- und Modellfliegern sowie als Schafweide genutzt.
Der kürzeste Anstieg auf den Arnsberg beginnt am Abzweig der Kreisstraße NES 25 von der Kreisstraße NES 10 und führt von Südosten zuletzt steil in etwa 30 Minuten auf den Gipfel.

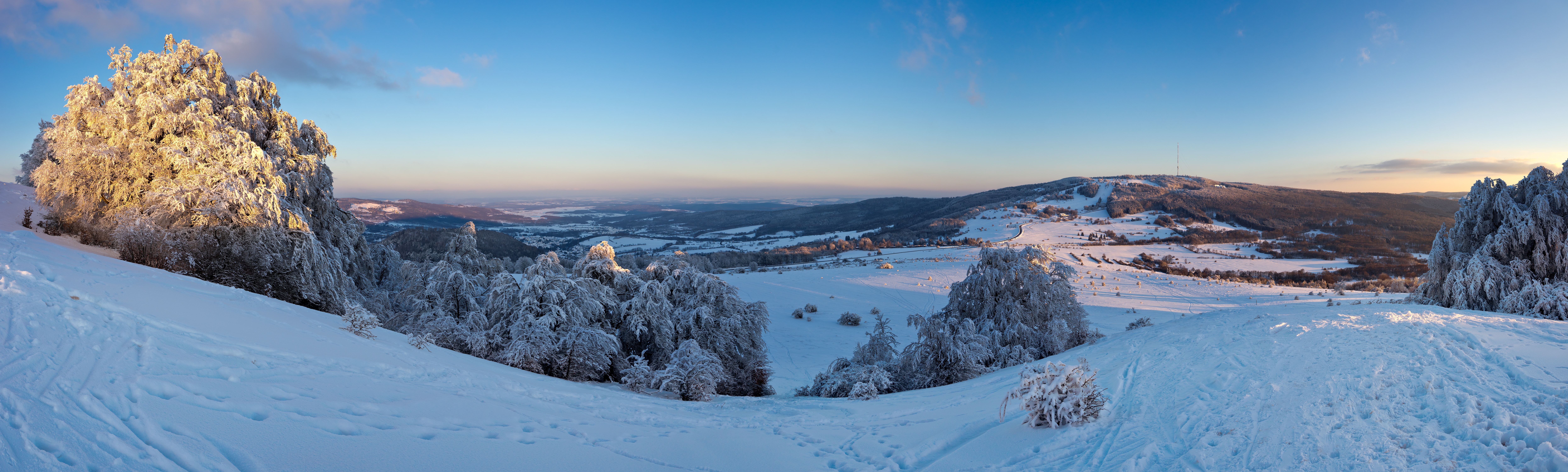
Winter auf dem Arnsberg mit Blick ins Grabfeld und zum Kreuzberg
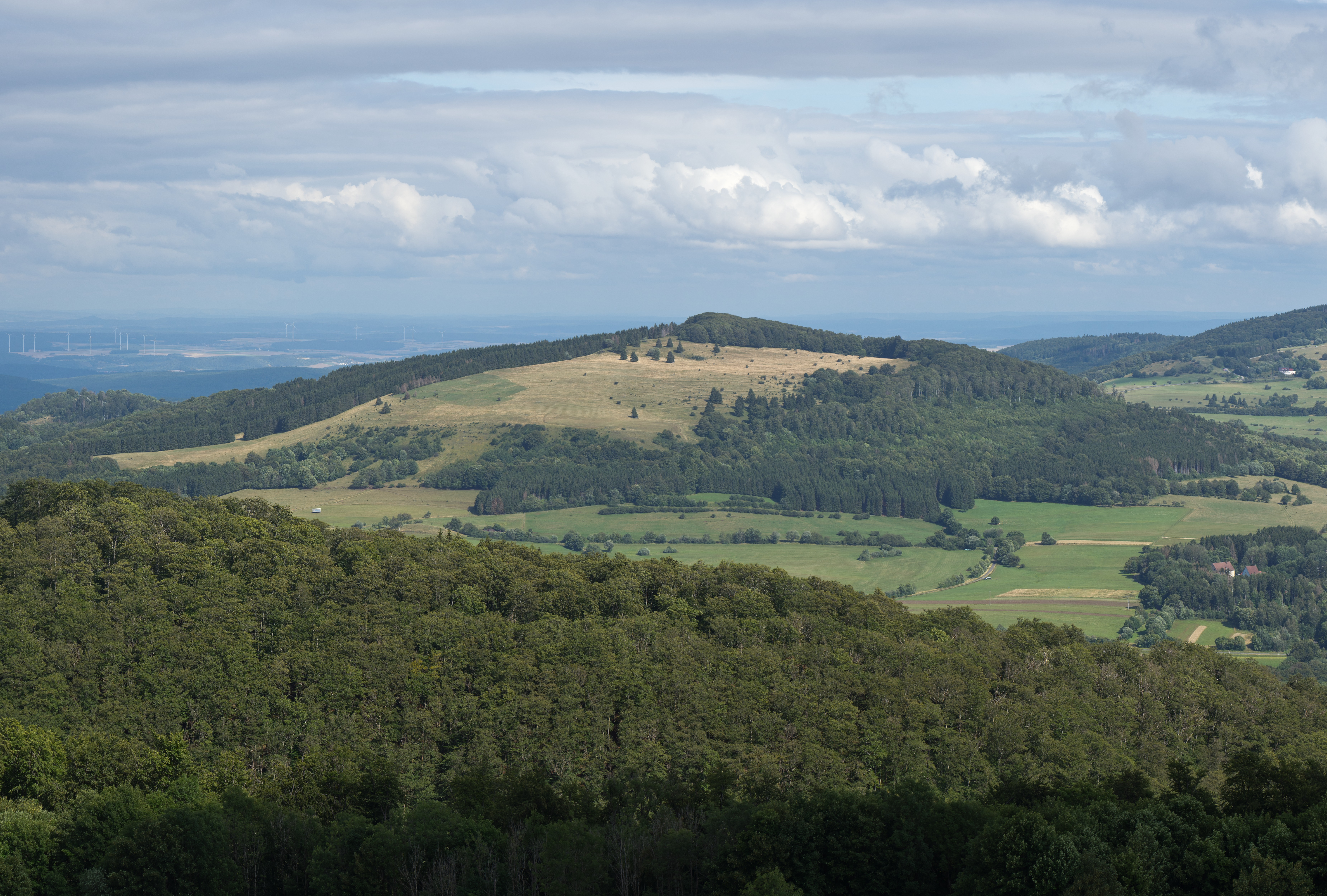
Westseite, Ansicht vom Eierhauckberg